# Bounty Hounds
Bounty Hounds — шутер от третьего лица-RPG разработанный XPEC Entertainment и изданный Namco на платформу PlayStation Portable. Игра была выпущена 13 сентября 2006 года в Северной Америке и 21 сентября 2006 года в Японии.
Главные герои игры межгалактические наёмники, известные как Bounty Hounds.

## Геймплей
Геймплей игры представляет собой смесь шутера от третьего лица и RPG. Игрок может найти около 500 видов оружия и брони. Использование очков опыта, полученных путём убийства живых существ, игрок повышает свой уровень и получает очко навыков.

## Отзывы
| Сводный рейтинг | Сводный рейтинг |
| Агрегатор       | Оценка          |
| --------------- | --------------- |
| GameRankings    | 64,41 %         |